# Río Deñal
El río Deñal es un curso natural de agua que fluye en la isla de Chiloé, en la Región de Los Lagos de Chile y desemboca en la costa occidental de la isla.
Este río es a veces llamado Checo.

## Historia
Luis Risopatrón lo describe en su Diccionario jeográfico de Chile (1924):
Deñal (Riachuelo) 42° 34' 74° 04’. De corto curso i caudal, corre hacia el W i se vácia en la costa W de la isla de Chiloé, a corta distancia al SE de la punta Huentemo. 1, XXI, p. 173; i rio Checo o Deñal en 156.